# Татами (Пенсилванија)
Татами (енгл. Tatamy) град је у америчкој савезној држави Пенсилванија.

## Демографија
По попису из 2010. године број становника је 1.203, што је 273 (29,4%) становника више него 2000. године.
| Група             | 2000.       | 2010.         |
| Белци             | 913 (98,2%) | 1.072 (89,1%) |
| Афроамериканци    | 2 (0,2%)    | 44 (3,7%)     |
| Азијати           | 1 (0,1%)    | 27 (2,2%)     |
| Хиспаноамериканци | 9 (1,0%)    | 52 (4,3%)     |
| Укупно            | 930         | 1.203         |